# Stuck with You
Stuck with You ist der Titel eines Nummer-eins-Hits von Huey Lewis and the News aus dem Jahre 1986. Das Lied wurde von Huey Lewis und Chris Hayes, dem Gitarristen der Gruppe, geschrieben und am 31. August 1986 als Single aus dem vierten Album der Band, Fore!, ausgekoppelt. Die Single verbrachte im Herbst 1986 drei Wochen auf Platz eins der Billboard Hot 100, vom 20. September 1986 bis zum 10. Oktober 1986. Das Lied wurde der zweite Nummer-eins-Hit der Band in den USA nach The Power of Love (1985).

## Musikvideo
Das Musikvideo zu Stuck with You wurde im Sommer 1986 in den Bahamas gedreht. Die amerikanische Journalistin Keely Shaye Smith hat im Video einen Cameo-Auftritt.
Die Regie zum Musikvideo führte Edd Griles. Griles hatte zuvor bereits die Regie beim Musikvideo zum Lied The Heart of Rock & Roll von Huey Lewis and the News und zu den Videos für Girls Just Want to Have Fun und Time After Time von Cyndi Lauper geführt.

## Charts und Chartplatzierungen
| ChartsChartplatzierungen       | Höchstplatzierung | Wochen |
| ------------------------------ | ----------------- | ------ |
| Deutschland (GfK)              | 15 (15 Wo.)       | 15     |
| Österreich (Ö3)                | 23 (2 Wo.)        | 2      |
| Schweiz (IFPI)                 | 14 (11 Wo.)       | 11     |
| Vereinigtes Königreich (OCC)   | 12 (12 Wo.)       | 12     |
| Vereinigte Staaten (Billboard) | 1 (19 Wo.)        | 19     |